# Кхвамлі
Кхвамлі (також Кхомлі) — вапняковий гірський масив в західній Грузії, розташований на території Цаґерського і Цхалтубського  муніципалітетів. Найвища точка масиву становить 2002 м і має форму подвійної куести, що складається з крейди та вапняку і покритий змішаними лісами. Куеста знаходяться з південної сторони, що являє собою стрімкий схил висотою в 300 м з численними печерами та понорами. Найбільш відома печера — це Текентері (груз. თეკენთერი), яка має тільки один вхід через дупло порожнистого бука.
Печери масиву Кхвамлі згадуються в грузинській літописах 14-го століття, як місцезнаходження скарбів Грузинських царів. А під час Другої світової війни в печерах масиву проводились секретні операції агентами КДБ і нацистами. Також печери і скелі масиву згадуються в Грузинських казках про Амірані (аналог Прометея, за богоборство прикутий до скелі у печері Кавказького хребта, де його печінку постійно клює орел, а віддана Амірані собака лиже ланцюг, намагаючись витончити його. Проте щороку в четвер Страсного тижня (в тушетскому варіанті — в ніч під Різдво) приставлені богом ковалі оновлюють ланцюг. За давнім повір'ям, раз на сім років печера розверзається і можна побачити Амірані).